# 八馬幹典
八馬 幹典（はちうま みきのり、1975年3月11日 - ）は、大阪府東大阪市出身の元プロ野球選手（内野手）。

## 来歴・人物
正強高等学校（現：奈良大学附属高等学校）から、青森大学へ進むと3年秋には明治神宮大会出場。4年時に大学選手権ベスト8。三菱自動車京都では1年目に都市対抗野球出場、1998年には日本代表候補となり、1999年のドラフト8位で横浜ベイスターズに入団。
俊足とシュアな打撃を買われていたが、一軍出場は果たせぬまま、2002年に戦力外通告を受けて引退した。
引退後は湘南シーレックスのマネージャーとなり、一軍のサブ・マネージャーを経て、横浜DeNAベイスターズのスカウトを務める。
担当選手は三上朋也、柿田裕太、倉本寿彦、戸柱恭孝、京山将弥、東克樹、神里和毅、宮本秀明、齋藤俊介、伊勢大夢、宮城滝太、入江大生、石川達也、徳山壮磨、三浦銀二、橋本達弥など。

## 詳細情報

### 年度別打撃成績
- 一軍公式戦出場なし

### 背番号
- 61 （2000年 - 2002年）